# Tutmosis I
Tutmosis I (a veces leído como Thutmose I) fue el tercer faraón de la XVIII dinastía de Egipto. Subió al trono después de la muerte del rey anterior, Amenhotep I. Durante su reinado, hizo una campaña en las profundidades del Levante y Nubia, empujando las fronteras de Egipto más lejos que nunca. También construyó muchos templos en Egipto, y una tumba para él en el Valle de los Reyes; es el primer rey que se confirma que lo hizo (aunque Amenofis I puede haberle precedido).
Fue sucedido por su hijo Tutmosis II, quien a su vez fue sucedido por su hermana Hatshepsut. Su reinado generalmente se remonta a 1530–1517 a. C., pero una minoría de eruditos, que piensan que las observaciones astronómicas (orto helíaco de Sirio, fases lunares, etc.) utilizadas para calcular la línea de tiempo de los antiguos registros egipcios, y por lo tanto el reinado de Tutmosis I, se tomaron de la ciudad de Menfis en lugar de Tebas, fechan su reinado en 1530-1513 a. C.

## Familia
Se ha especulado que el padre de Thutmosis I era Amenofis I. Su madre, Senseneb, no era de la familia real y pudo haber sido una esposa secundaria o una concubina. La reina Ahmose, que tenía el título de Gran esposa real de Tutmosis I, era probablemente hija de Ahmose I y hermana de Amenofis I; sin embargo, nunca la llamaron "hija del rey", por lo que hay algunas dudas al respecto y algunos historiadores creen que ella era la propia hermana de Tutmosis I. Suponiendo que estaba relacionada con Amenofis I, se podría pensar que ella estaba casada con Tutmosis I para garantizar la sucesión. Sin embargo, se sabe que este no es el caso por dos razones: Primero, la inscripción sobre alabastro de Amenofis I construida en Karnak, asocia el nombre de Amenofis I con el nombre de Tutmosis I mucho antes de la muerte de Amenofis I. Segundo, el hijo primogénito de Tutmosis I con Ahmose, Amenmose, aparentemente nació mucho antes de la coronación de Tutmosis I. Se lo puede ver en una estela del cuarto año de reinado de Tutmosis I de caza, cerca de Menfis, y se convirtió en el "gran comandante del ejército de su padre" en algún momento antes de su muerte, que no fue posterior a la muerte del propio Tutmosis I en su 12° año. Tutmosis I tuvo otro hijo, Wadjmose, y dos hijas, Hatshepsut y Nefrubity, de Ahmose. Wadjmose murió también antes que su padre, y Nefrubity falleció apenas alcanzar la adolescencia. Tutmosis I tuvo un hijo con otra esposa, Mutnofret. Este hijo le sucedió como Tutmosis II, y se casó con su hija, Hatshepsut. Más tarde fue registrado por Hatshepsut que Tutmosis I quería la realeza tanto para Tutmosis II como para ella misma. Sin embargo, los partidarios de Hatshepsut consideraban que esto era propaganda para legitimar su derecho al trono cuando ella asumió el poder más tarde.

## Genética
De acuerdo al análisis paleogenético de la momia de su cuadrinieto o chozno Amenofis III, su linaje paterno (ADN-Y) debe ser el caucasoide-europeoide R1b-M343.

## Biografía

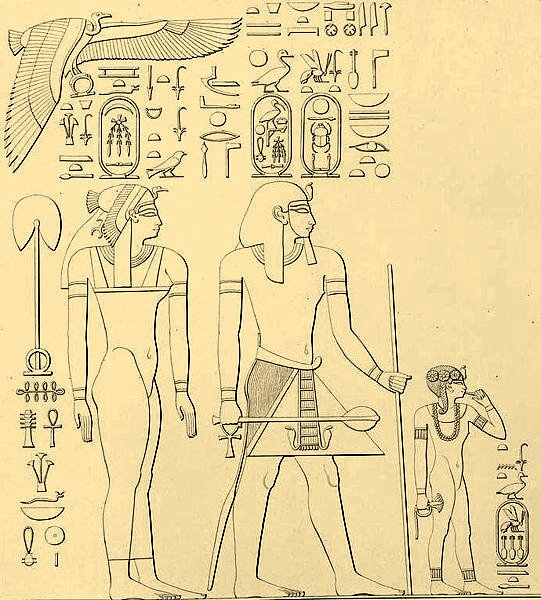
Familia de Tutmosis I. Karl Richard Lepsius: "Denkmäler aus Aegypten und Aethiopien".

Los orígenes de este rey aún permanecen oscuros. Se supone que fue hijo de la princesa Senseneb, pero se desconoce el nombre de su padre y su relación con la familia real. Quizás fuera hijo del faraón Amenofis I, lo que justificaría su ascenso al trono, o al menos descendencia de la casa real.

Al no ser hijo carnal del anterior faraón y de su Gran Esposa Real, requisito imprescindible para gobernar, Tutmosis tuvo que casarse con la princesa Ahmose, posiblemente hija o hermana del difunto Amenofis I, legitimando así su posición.
Sea como fuere, Tutmosis I resultó ser un excelente monarca que llevó a Egipto a unas cotas de poder nunca antes vistas. En sus numerosas campañas avanzó con sus tropas más allá de la cuarta catarata del Nilo, en la Alta Nubia, y llegó a contemplar las orillas del Éufrates mientras luchaba contra los pueblos de Siria y el naciente Imperio de Mitani.
También fue un eficaz constructor y gracias a la ayuda de su visir y arquitecto, el eficiente Ineni, fue el fundador de la necrópolis real tebana, el Valle de los Reyes, donde sería enterrado junto a decenas de reyes posteriores.
Su reinado, aunque breve, fue muy fructífero, y sería recordado por los egipcios como uno de los reyes más poderosos de todos los tiempos. Le sucedió su hijo Tutmosis II, nacido de una esposa secundaria, aunque no sin complicaciones, pues se sabe que el propio Tutmosis I designó heredera a la única hija superviviente de los nacidos de la Gran esposa real Ahmose: la princesa Hatshepsut, que con el tiempo se confirmó que no se contentaría con ser solo la esposa del rey.

## Testimonios de su época

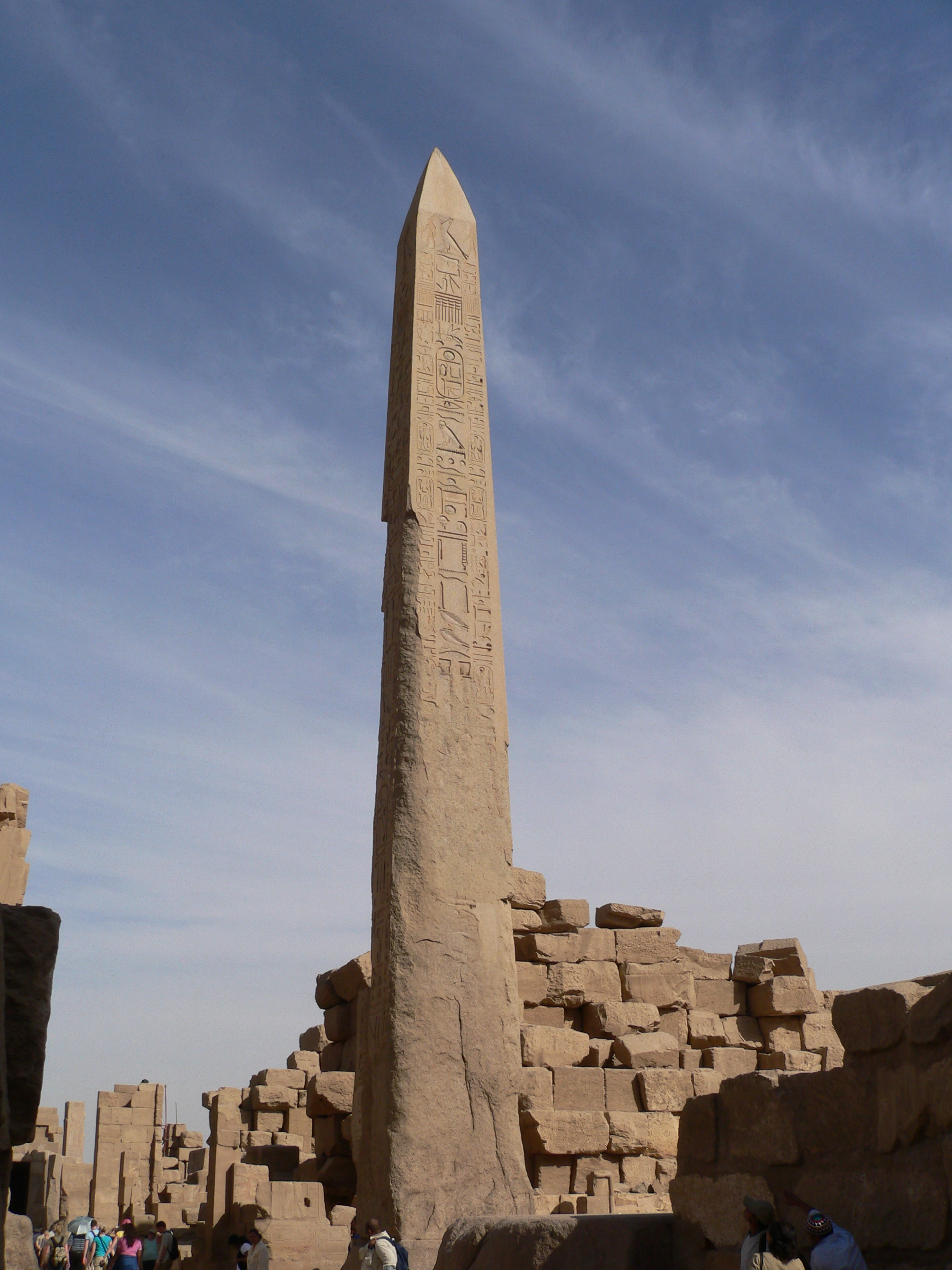
Obelisco erigido por Tutmosis I en Karnak.

Las actividades edificatorias del rey se atestiguan a lo largo de todo Egipto. Es citado en:
- Su “Tesorería”, en Karnak (Jacquet 1983 - arquitectura; Jacquet-Gordon 1988 - decoración)
- Obelisco, en Karnak (Sethe 1906:92 - 94)
- Estela en Abidos (Sethe 1906:94 - 103)
- Estela de una campaña del rey en Nubia (Sethe 1906:82 - 86)
- Inscripción de la conquista de Nubia, encontrada en Tombos (Sethe 1906:87 - 88)
- Inscripciones cerca de Asuán y Sehel (Sethe 1906:88 - 90)

El faraón es mencionado en textos de otros personajes:
- Se le cita en campañas a Nubia y Siria en la biografía de Ahmose, en El Kab (Sethe 1906:8 - 10)
- En la biografía de Ahmose Paennejeb en El Kab (Sethe 1906:34 - 41)
- En la biografía de Ineni en Tebas (Sethe 1906:70)
- En una estela encontrada en Kuban (Sethe 1906:79 - 80)
- En una estela hallada en Hieracómpolis (Sethe 1906:130 - 135)

## Titulatura
| Titulatura | Jeroglífico | Transliteración (transcripción) - traducción - (referencias) |

| G5 |

| G5 |

| E2 · D40 | U6 | C10 |

| E2 · D40 | U6 | C10 |

| E2 · D40 | U6 | C10 |

| E2 · D40 | U6 | C10 |

| G5 |

| G5 |

| E2 · D40 | U6 | C10 |

| E2 · D40 | U6 | C10 |

| E2 · D40 | U6 | C10 |

| E2 · D40 | U6 | C10 |

| G16 |

| G16 |

| N28 · D36 | m&n | F20 · r | t | I13 | O29V | F9 · F9 |

| N28 · D36 | m&n | F20 · r | t | I13 | O29V | F9 · F9 |

| G16 |

| G16 |

| N28 · D36 | m&n | F20 · r | t | I13 | O29V | F9 · F9 |

| N28 · D36 | m&n | F20 · r | t | I13 | O29V | F9 · F9 |

| G8 |

| G8 |

| nfr | M4 | M4 | M4 | s | S34 | ib · ib · ib |

| nfr | M4 | M4 | M4 | s | S34 | ib · ib · ib |

| G8 |

| G8 |

| nfr | M4 | M4 | M4 | s | S34 | ib · ib · ib |

| nfr | M4 | M4 | M4 | s | S34 | ib · ib · ib |

| N5 | O29V | L1 | D28 |

| N5 | O29V | L1 | D28 |

| N5 | O29V | L1 | D28 |

| N5 | O29V | L1 | D28 |

| N5 | O29V | L1 | D28 |

| N5 | O29V | L1 | D28 |

| N5 | O29V | L1 | D28 |

| N5 | O29V | L1 | D28 |

| N5 | O29V | L1 | D28 |

| N5 | O29V | L1 | D28 |

| N5 | O29V | L1 | D28 |

| N5 | O29V | L1 | D28 |

| N5 | O29V | L1 | D28 |

| N5 | O29V | L1 | D28 |

| N5 | O29V | L1 | D28 |

| N5 | O29V | L1 | D28 |

| G26 | F31 | s |

| G26 | F31 | s |

| G26 | F31 | s |

| G26 | F31 | s |

| G26 | F31 | s |

| G26 | F31 | s |

| G26 | F31 | s |

| G26 | F31 | s |

| G26 | F31 | s |

| G26 | F31 | s |

| G26 | F31 | s |

| G26 | F31 | s |

| G26 | F31 | s |

| G26 | F31 | s |

| G26 | F31 | s |

| G26 | F31 | s |